# Lista laureaților Nobel afiliați la Institute for Advanced Study
Această listă enumeră laureații Nobel afiliați la Institute for Advanced Study din Princeton, New Jersey, ca membri permanenți (activi sau emeriți), membri vizitatori, sau cu alte afilieri. Dintre cei 201 de laureați ai Premiului Nobel pentru Fizică până în anul 2015, 33 au fost afiliați la IAS, cândva pe parcursul carierei lor.
| An                                           | Nume                        | Țară                        | Anii afilierii la IAS                            |
| Premiul Nobel pentru Fizică                  | Premiul Nobel pentru Fizică | Premiul Nobel pentru Fizică | Premiul Nobel pentru Fizică                      |
| -------------------------------------------- | --------------------------- | --------------------------- | ------------------------------------------------ |
| 1914                                         | Max von Laue                | Germania                    | 1935, 1948                                       |
| 1921                                         | Albert Einstein             | Germania                    | 1933–1955                                        |
| 1922                                         | Niels Bohr                  | Danemarca                   | 1939, 1948, 1950, 1954, 1958                     |
| 1933                                         | Paul Dirac                  | Marea Britanie              | 1934–1935, 1946, 1947–1948, 1958–1959, 1962–1963 |
| 1944                                         | Isidor Isaac Rabi           | SUA                         | 1938                                             |
| 1945                                         | Wolfgang Pauli              | Austria                     | 1935–1936, 1940–1946, 1949–1950, 1954, 1956      |
| 1949                                         | Hideki Yukawa               | Japonia                     | 1948–1949                                        |
| 1957                                         | Tsung-Dao Lee               | China                       | 1951–1953, 1957–1958, 1960–1962                  |
| 1957                                         | Chen Ning Yang              | China                       | 1949–1954, 1955–1966                             |
| 1963                                         | Johannes Hans Daniel Jensen | Germania                    | 1952                                             |
| 1965                                         | Sin-Itiro Tomonaga          | Japonia                     | 1949–1950                                        |
| 1969                                         | Murray Gell-Mann            | SUA                         | 1951, 1951, 1955, 1967–1968                      |
| 1972                                         | Leon Cooper                 | SUA                         | 1954–1955                                        |
| 1975                                         | Aage Niels Bohr             | Danemarca                   | 1948                                             |
| 1979                                         | Abdus Salam                 | Pakistan                    | 1951                                             |
| 1982                                         | Kenneth G. Wilson           | SUA                         | 1972                                             |
| 1983                                         | Subrahmanyan Chandrasekhar  | SUA                         | 1941, 1976                                       |
| 1988                                         | Jack Steinberger            | SUA                         | 1948–1949, 1959–1960                             |
| 1999                                         | Gerardus 't Hooft           | Țările de Jos               | 1973, 1976, 1980, 1982, 2005                     |
| 2004                                         | David J. Gross              | SUA                         | 1973–1974, 1977–1978                             |
| 2004                                         | Frank Wilczek               | SUA                         | 1977–1978, 1989–2000                             |
| 2005                                         | Roy J. Glauber              | SUA                         | 1949–1951                                        |
| 2008                                         | Yoichiro Nambu              | Japonia/SUA                 | 1952–1954                                        |
| 2011                                         | Saul Perlmutter             | SUA                         | 2011                                             |
| Premiul Nobel pentru Fiziologie sau Medicină |                             |                             |                                                  |
| 1937                                         | Albert Szent-Györgyi        | Ungaria                     | 1950                                             |
| 1967                                         | George Wald                 | SUA                         | 1954                                             |
| Premiul Nobel pentru Chimie                  |                             |                             |                                                  |
| 1980                                         | Paul Berg                   | SUA                         | 1984, 1992–1999                                  |
| Premiul Nobel pentru Literatură              |                             |                             |                                                  |
| 1948                                         | T. S. Eliot                 | Marea Britanie              | 1948                                             |
| 1963                                         | George Seferis              | Grecia                      | 1968                                             |
| Premiul Nobel pentru Științe Economice       |                             |                             |                                                  |
| 1984                                         | Richard Stone               | Marea Britanie              | 1945                                             |
| 1994                                         | John Forbes Nash, Jr.       | SUA                         | 1956–1957, 1961–1962, 1963–1964                  |
| 2001                                         | Joseph E. Stiglitz          | SUA                         | 1978–1979                                        |
| 2007                                         | Eric S. Maskin              | SUA                         | 2000–2011                                        |